# Кракауэр, Зигфрид
Зигфрид Кракауэр (нем. Siegfried Kracauer, 8 февраля 1889, Франкфурт-на-Майне, Германия — 26 ноября 1966, Нью-Йорк) — немецкий социолог массовой культуры, кинокритик, писатель, публицист, один из самых влиятельных теоретиков кинематографа. Сформировал учение о спиралевидной взаимозависимости коммерческого кино и массовой психологии: кино точно отражает психологию масс со всеми её «тёмными» сторонами и, в свою очередь, воздействует на её формирование.

## Немецкий период биографии
Из еврейской семьи. В 1907-1913 годах изучал архитектуру в Дармштадте, Берлине и Мюнхене, слушал курсы философии и социологии.
В 1914 году получил диплом инженера, до 1920 года работал архитектором в Оснабрюке, Берлине и Мюнхене. В 1922-1933 годах вёл отдел литературной и кинокритики в газете «Франкфуртер Цайтунг» во Франкфурте, а с 1930 года — в Берлине, сблизился там с Вальтером Беньямином и Эрнстом Блохом. Испытал воздействие «теологии революции» Эрнста Блоха, философии романа Дьёрдя Лукача.
В эссе «Детективный роман» (1925), серии журнальных заметок «Орнамент массы» (1927), книге «Служащие» (1930), повлиявших на Теодора Адорно и его позднейшие исследования авторитарной личности, отмечал формирование в Германии 1920-х годах «среднего человека» и его повседневного обихода, феномена скуки мегаполисов и индустрии популярных развлечений (спорт, туризм, кино, фотография, цирк, танцы, реклама), исследовал этот процесс с марксистских позиций, привлекая элементы феноменологической философии и психологии, идеи Макса Вебера и Георга Зиммеля. В многочисленных рецензиях откликался на все сколько-нибудь значительные явления в общественной мысли и культурной жизни Германии 1920-х — начала 1930-х годов.

## Годы в Париже и США
В 1933 году эмигрировал в Париж, где работал над книгой об Оффенбахе и буржуазном Париже его эпохи (опубл. 1937). С началом Второй мировой войны в 1939 году был на некоторое время интернирован французскими властями, в 1940 году через Марсель и Лиссабон перебрался в США. В 1941-1943 годах работал в Музее современного искусства в Нью-Йорке, изучал актуальную немецкую кинопропаганду; на средства, полученные от Фонда Рокфеллера и на стипендию Гуггенхайма занимался историей немецкого кино. Итогом этих занятий стала наиболее известная книга Кракауэра «От Калигари до Гитлера. Психологическая история немецкого кино» (1947, на англ. языке), где становление фашистской идеологии прослеживается на поэтике фильмов немецкого экспрессионизма, трактовке в них темы «человек и власть».
В 1960 году опубликовал другую монографию, получившую известность среди теоретиков и историков зрелищных искусств, — «Природа фильма». В последние годы жизни был руководителем отдела прикладных социальных исследований в Колумбийском университете, занимался изучением воздействия массовых коммуникаций на общественное сознание в странах социализма. Последняя книга Кракауэра — опубликованный посмертно труд «История, последние вещи перед концом» (History, the Last Things Before the Last).
О Кракауэре снят документальный фильм «Mit dem Blick für das Sichtbare» (рус. «Глядя на очевидное», 1986, режиссёры Райнер Отт, Ральф Эгерт).

## Публикации

### Сочинения
- Soziologie als Wissenschaft. Eine erkenntnistheoretische Untersuchung. Dresden 1922.
- Die Wartenden. Erste Gabe des Frankfurter Bundes tätiger Altstadtfreunde. Frankfurt/Main, 1922.
- Ginster. Von ihm selbst geschrieben. Berlin, 1928 (автобиографический роман, опубликован без имени автора).
- Die Angestellten. Aus dem neuesten Deutschland. Frankfurt/Main, 1930.
- Jacques Offenbach und das Paris seiner Zeit. Amsterdam, 1937.
- Propaganda and the Nazi War Film. New York, 1942.
- The Conquest of Europe on the Screen. The Nazi Newsreel 1939—1940. Washington, 1943.
- From Caligari to Hitler. A Psychological History of the German Film. Princeton, 1947.
- Udlaendinge i amerikanske film. Copenhagen, 1951.
- Satellite Mentality. Political Attitudes and Propaganda Susceptibilities of Non-Communists in Hungary, Poland and Czechoslovakia. A Report of the Bureau of Applied Social Research, Columbia University. New York, 1956.
- Theory of Film. The Redemption of Physical Reality. New York, 1960.
- Ornament der Masse: Essays. Frankfurt/Main, 1963.
- Straßen in Berlin und anderswo. Frankfurt/Main, 1964.
- History. The Last Things Before the Last. New York, 1969.

### Посмертные издания
- Über die Freundschaft: Essays. Frankfurt/Main: Suhrkamp, 1971.
- Kino. Essays, Studien, Glossen zum Film. Frankfurt/Main: Suhrkamp, 1974.
- Der Detektiv-Roman. Ein philosophischer Traktat. Frankfurt/Main: Suhrkamp, 1979.
- Realismus und Fiktion. Literatur- und filmtheoretische Beiträge von Adorno, Lukács, Kracauer und Bazin. Dortmund: Nowotny, 1985.
- Der verbotene Blick. Beobachtungen, Analysen, Kritiken. Leipzig: Reclam, 1992.
- Berliner Nebeneinander. Ausgewählte Feuilletons 1930—1933. Zürich: Epoca, 1996.
- Frankfurter Turmhäuser. Ausgewählte Feuilletons 1906—1930. Zürich: Epoca, 1997.

### Переписка
- Walter Benjamin: Briefe an Siegfried Kracauer. Mit 4 Briefen von Siegfried Kracauer an Walter Benjamin. Marbach am Neckar: Dt. Schillergesellschaft, 1987.
- Siegfried Kracauer — Erwin Panofsky. Briefwechsel 1941—1966. Berlin: Akademie-Verlag, 1996.
- In steter Freundschaft. Briefwechsel Leo Löwenthal und Siegfried Kracauer 1922—1966. Springe: zu Klampen, 2003.
- Nachrichten aus Hollywood, New York und anderswo: der Briefwechsel Eugen und Marlise Schüfftans mit Siegfried und Lili Kracauer. Trier: WVT, 2003.

### Собрания сочинений
- Schriften. Band 1-8 Herausgegeben von Karsten Witte, Frankfurt am Main 1971—1976.
- Werke in neun Bänden. Bd.6-9/. Hrsg. von Inka Mülder-Bach und Ingrid Belke. Frankfurt/Main: Suhrkamp, 2004.

### На русском языке

#### Монографии
- Кракауэр З. Природа фильма: Реабилитация физической реальности = Theory of Film. The Redemption of Physical Reality / Сокращённый перевод с английского Д. Ф. Соколовой. — Москва: Искусство, 1974.
  - Кракауэр З. Теория кино. Реабилитация физической реальности / пер. с нем. Д. Ф. Соколовой, О. Улыбышевой. — М.: Ад Маргинем, 2024. — 504 с. — ISBN 978-5-91103-753-6.
- Кракауэр З. От Калигари до Гитлера: Психологическая история немецкого кино = From Caligari to Hitler. A Psychological History of the German Film. — М.: Искусство, 1977. — 320 с. — 10 000 экз.
  - Кракауэр З. От Калигари до Гитлера. Психологическая история немецкого кино / Перевод с англ. Г. Шмакова, О. Улыбашевой. — М.: Ад Маргинем Пресс, 2025.
- Кракауэр З. Жак Оффенбах и Париж его времени. — М.: Аграф, 2000. — 416 с. — ISBN 5-7784-0095-0.
- Кракауэр З. Служащие: из жизни современной Германии / пер. с нем. О. Мичковского. — Екатеринбург—М.: Кабинетный ученый, 2015. — 144 с. — ISBN 978-5-7525-2978-8.
- Кракауэр З. Орнамент массы. Веймарские эссе / пер. с нем.  А. Филиппова-Чехова, А. Кацуры, В. Агафонова, Е. Соколовой. — М.: Ад Маргинем, 2019. — 240 с. — ISBN 978-5-91103-491-7.
  - Кракауэр З. Орнамент массы. Веймарские эссе / пер. с нем.  А. Филиппова-Чехова, А. Кацуры. — М.: Ад Маргинем, 2024. — 280 с. — ISBN 978-5-91103-757-4.

#### Статьи
- Кракауэр З. Пропаганда и нацистский военный фильм // Киноведческие записки : журнал  / пер. с  нем. А. Деменка. — 1991. — № 10. — С. 100—125. — ISSN 0235-8212.
- Кракауэр З. «Человек с киноаппаратом». Рецензия 1929 г. // Киноведческие записки : журнал  / пер. с  нем. А. Тимашевой. — 2000. — № 49. — С. 205—207. — ISSN 0235-8212.
- Кракауэр З. Приложение: Орнамент массы // Новое литературное обозрение : журнал  / пер. с нем. Е. Земсковой. — 2008. — № 4. — С. 69-77. — ISSN 0869-6365.